# Nils Söderberg (1900–1985)
Nils Oscar Söderberg, född 4 december 1900 i Kristinehamn i Värmlands län, död 24 januari 1985 i Solna i Stockholms län, var en svensk militär (överste).

## Biografi
Söderberg avlade studentexamen 1919 och officersexamen 1923. Han blev fänrik vid Upplands artilleriregemente (A 5) 1924, genomgick Artilleri- och ingenjörhögskolan 1926–1928 och blev löjtnant vid Norrlands artilleriregemente (A 4) 1928. Söderberg genomgick Krigshögskolan 1931–1933, blev kapten vid generalstabskåren 1937 och vid Norrlands artilleriregemente 1941.
Han blev major vid Norrlands artilleriregemente  1942, överstelöjtnant vid generalstabskåren 1945 och vid Bergslagens artilleriregemente (A 9) 1946. Söderberg utnämndes till överste och chef för Gotlands artillerikår (A 7) 1949, blev försvarsområdesbefälhavare i Kalix försvarsområde 1953 och var chef för Wendes artilleriregemente (A 3) 1957–1961. Han var därefter organisationschef för Skid- och friluftsfrämjandet 1961–1962 och hade specialbefattning hos artilleriinspektören vid arméstaben 1963-1971.
Söderberg blev ledamot i Kungliga Krigsvetenskapsakademien 1946.
Söderberg var son till järnvägskontrollören Oscar Söderberg och Alma Andersson. Han gifte sig första gången 1927 med Gerda Nathorst-Böös (född 1895) och andra gången 1955 med Inga Lagerstedt (1922-2008). Söderberg var i sitt första äktenskap far till Margareta (född 1928), Barbro (född 1930), Kerstin (född 1937) och i andra äktenskapet far till Eva (född 1958).

## Utmärkelser
Söderbergs utmärkelser:
- Kommendör av 1. klass av Svärdsorden (KSO1kl)
- Riddare av Vasaorden (RVO)
- Riddare av 1. klass av Finlands Vita Ros’ orden (RFinlVRO1kl)
- Hemvärnets förtjänstmedalj i guld (HvGM)
- Centralförbundet för befälsutbildnings silvermedalj (CFBSM)
- Riksförbundet Sveriges lottakårers kungliga förtjänstmedalj i silver (SLKSM)
- Norrbottens befälsförbunds silvermedalj (Norrb bfbSM)
- Finsk minnesmedalj för humanitär verksamhet (FHMM)